# Вратарь Галактики
«Врата́рь Гала́ктики» — российский фантастический трёхмерный супергеройский фильм-космоопера 2020 года, написанный и снятый режиссёром Джаником Файзиевым на основе французского мультсериала «Галактический футбол» с участием телеканала Россия-1.
В широкий прокат в России вышел 27 августа 2020 года.
Натурные съёмки начались 2 июня 2017 года, и основные локации, в том числе на киностудии «Мосфильм», производились совместно с командой профессиональных каскадёров, мастеров спецэффектов и художников, обещая сделать фанатам «Вратаря Галактики» самой технологически сложной работой, причём съёмки проходили на Мосфильмовской улице в Москве, продлились до середины сентября 2017 года и при этом шло активное параллельное производство компьютерной графики. Фильм требовал широкого использования компьютерных изображений для изображения редких инопланетных рас и космических монстров.
В России, Кинокомпания СТВ выпустила «Вратарь Галактики» 27 августа 2020 года в форматах 2D, RealD 3D, а дистрибьютором предстала «Наше кино».
Телевизионная премьера фильма состоялась 1 января 2022 года на телеканале «Россия-1».
Фильм стал первым крупным национальным блокбастером в России, выпущенным после того, как последствия вспышки коронавируса в России привели к ограничению количества зрителей в кинотеатрах, и собрал 75 миллионов российских рублей (1 миллион долларов) по сравнению с бюджетом в 786 миллионов рублей.

## Сюжет
Постапокалиптическая эпоха. Что будет, если Москва будет похожа на город, у которого нет электроэнергии, остановлено всё производство, а весь мир пристально наблюдает за межзвёздной игрой? Игроков называют атлетами, и в глазах простых людей они боги, поскольку от результатов каждой игры зависят судьбы миров, зависит судьба Земли.
2071 год. Галактические войны разрушили Луну, полюса Земли сместились и изменили климат на Земле. Москва — в тропических лесах, а Нью-Йорк покрылся льдом. Над столицей России навис громадный инопланетный корабль — это стадион, на котором проходят зрелищные межгалактические соревнования по космоболу — игре, объединившей в себе спорт, похожий на футбол, и гладиаторские бои. За матчами следит вся Галактика. Играть в космобол могут только атлеты. Именно так называют тех, кто наделён необыкновенными способностями и может ими управлять. Космобол обожают все, кроме Антона, самого обычного парня, который всего лишь мечтает найти работу, чтобы помочь семье. Но однажды у него обнаруживают сверхспособности, и принимают в сборную. Теперь он игрок в космобол. Антон ещё не подозревает о том, какая роль уготована ему Судьбой в этом матче, и что финальная игра станет сражением за Землю.

## В ролях
| Актёры                | Персонажи              |
| --------------------- | ---------------------- |
| Евгений Романцов      | Антон / Яшин           |
| Мария Лисовая         | Аня / Валая            |
| Виктория Агалакова    | Наташа                 |
| Елизавета Тайченачева | Фан                    |
| Иван Иванович         | Пеле                   |
| Евгений Миронов       | Бело, Черно            |
| Юлия Винс             | амазонка Ю             |
| Христина Блохина      | амазонка Во            |
| Валерия Букина        | амазонка Бу            |
| Елена Яковлева        | мама Антона            |
| Михаил Ефремов        | капитан полиции        |
| Дмитрий Назаров       | начальник полиции      |
| Светлана Пермякова    | распределитель работ   |
| Михаил Стенин         | сержант полиции        |
| Сослан Фидаров        | бедуин                 |
| Вольфганг Черни       | бородач с Таймс-сквер  |
| Светлана Иванова      | жена бородача          |
| Полина Стремоусова    | влюблённая девочка     |
| Дмитрий Ярцев         | Бюргер-отец            |
| Дарья Ярцева          | Бюргер-дочь            |
| Марта Тимофеева       | девочка с респиратором |
| Екатерина Дар         | фанатка Пеле           |
| Екатерина Фисун       | брюнетка               |
| Ксения Золотухина     | болельщица             |
| Татьяна Булат         | болельщица             |
| Ян Цапник             | спортивный комменатор  |
| Гоша Куценко          | краснолицый охранник   |

## Съёмочная группа
- Продюсеры: Сергей Сельянов, Джаник Файзиев
- Режиссёр-постановщик: Джаник Файзиев
- Авторы сценария: Андрей Рубанов, Джаник Файзиев, Дрю Роу, Твистер Мерчисон
- Оператор-постановщик: Максим Осадчий, R.G.C.
- Художник-постановщик: Александр Попов
- Художники по костюмам: Сергей Шичкин, Татьяна Княжева
- Художник по гриму: Наталья Никифорова
- Композитор: Тони Нейман
- Режиссёр монтажа: Родион Николайчук
- Звукорежиссёр: Алексей Самоделко
- Второй режиссёр: Оксана Кравчук
- Кастинг-директор: Полина Машинистова
- Постановщик трюков: Валерий Деркач
- Исполнительный продюсер: Иннокентий Малинкин

## Производство

### Разработка

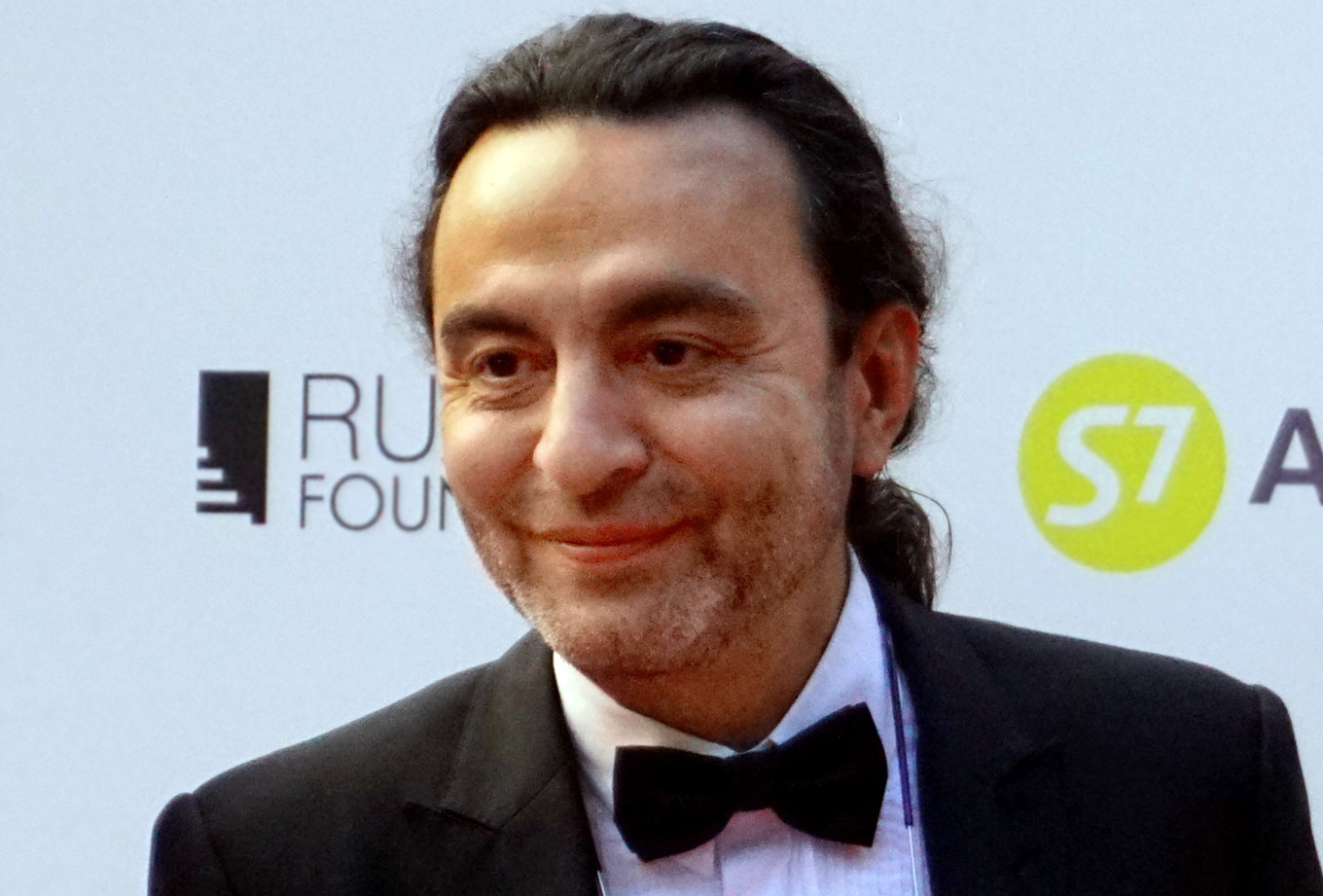
Джаник Файзиев, сценарист и режиссёр «Вратарь Галактики»

В августе 2014 года Джаник Файзиев заявил, что планирует снять фантастический блокбастер под названием «Вратарь Галактики» о борьбе список российских супергероев с инопланетными захватчиками, вдохновленный комиксами вселенной Marvel, а не новой работе российских режиссёров, решивших вывести супергеройское кино на совершенно новый уровень, сообщает Russia Today.
В основе сюжета — гипотеза о том, что мир стоит на пороге больших изменений, в результате которых появляются люди нового типа, которые сражаются со страшными существами во вселенной, которые выглядят как «сверхреактивные турбоболы». Причем сражения происходят на импровизированном футбольном поле, у одного из героев есть никнейм, его фамилия Яшин.
Режиссёрское кресло заняла компания Джаника Файзиева Bonanza Studio, насчитывающая как минимум три кинохита: «Турецкий гамбит», историческое фэнтези «Легенда о Коловрате» и военная драма «Август. Восьмого».
Файзиев вынашивал идею этого проекта много лет: «Вратарь Галактики» основан на мечте о чудесных мирах будущего и вдохновлён классикой мировой фантастики. Он также является сопродюсером и соавтором сценария.
«Мы разрабатываем этот проект уже около пяти лет, применяя очень детальный подход: сценарий, персонажи и их образы, локации, костюмы, декорации и, конечно же, графика. На мой взгляд, количество графики и спецэффектов в „Вратарь Галактики“ более или менее равно тому, что создала наша индустрия за последние пять лет. Мы научились создавать компьютерную графику мирового уровня. Однако, повторюсь, „Вратарь Галактики“, с точки зрения качества спецэффектов, должен стать переходом на новую систему координат, на совершенно новый уровень».
Продюсировать ленту доверили (Сергею Сельянову), гендиректору российской кинокомпании, основанной в Санкт-Петербурге и Москве. Сельянов, директор кинокомпании СТВ, является одним из самых плодовитых и успешных продюсеров театрализованных кинофильмов, имеет статус лидера российского кинопроизводства. Предварительная разработка проекта заняла почти 5 лет, так что сценарий, внешность персонажей и окружающий их мир, графика и декорации были проработаны особенно тщательно. Зрителей ожидали многочисленные экшен-сцены, в которых главные герои будут демонстрировать супер-скорости и супер-силы, созданные с помощью ручной анимации. Оператором пригласили Максима Осадчего, известного по работам «Сталинград» и «Дуэлянт». Авторами сценария выступили Твистер Мерчисон, Дрю Роу и Андрей Рубанов.
В августе 2020 года генеральный директор Первого канала Константин Эрнст отметил, что холдинги решили объединиться и выставить отличную картину, чтобы поддержать её всеми силами отрасли. «Часто хорошим фильмам уделяется меньше внимания не потому, что они не соответствуют своему качеству, а просто потому, что они недостаточно отформатированы», — сказал Эрнст. По его мнению, в преддверии Дня российского кино символично, что фильм, который, безусловно, является мощным отечественным блокбастером для всех категорий аудитории, представлен в России при поддержке крупных медиахолдингов.
Генеральный директор «Россия-1» Антон Златопольский отметил, что стандартной ситуацией для отрасли является независимое продвижение своей продукции холдингами. Однако в нынешней ситуации конкуренция отходит на второй план.
По словам главы СТС Медиа Вячеслава Муругова, поддержка холдингов в этом составе даст кумулятивный эффект.
Фильм снимали пять лет, и из-за долгих съёмок «Вратаря Галактики», Джанин Файзиев мог войти в «доску позора» Мединского: список кинематографистов, получивших государственную поддержку на съёмки фильма, но не отдавших возвратную часть или не приступивших к разработке фильма вовсе.

### Кастинг
На роли главных героев были выбраны малоизвестные актёры вроде российского спортсмена Евгения Романцева. Романцов окончил Московскую государственную академию физической культуры по специальности «теория и методика футбола и хоккея», и этот опыт помог ему вжиться в образ спортсмена. Романцов принимал участие в постановках Гоголь-центра. Также к нему была выбрана Виктория Агалакова, она ранее занималась балетом, акробатикой и хореографией, которая очень пригодилась ей во время съёмок динамичных сцен на подвесах. Агалакова выпускница Детской студии при Санкт-Петербургском Театре Музыкальной комедии, в настоящее время актриса в этом театре. К ним присоединилась Мария Лисовая, выпускница Театрального института имени Бориса Щукина.
Четвёртой неизвестной актрисой, присоединившейся к ним, стала победительница международных соревнований по художественной гимнастике Елизавета «Лиза» Тайченачева, актриса, ранее выступавшая в биатлоне и детских командах детско-юношеских спортивных школ «Юность Москвы». Все они были выбраны из-за своего спортивного происхождения. К ним присоединились такие известные актёры, как Евгений Миронов, Дмитрий Назаров, Михаил Ефремов, Елена Яковлева, Гоша Куценко и другие.

### Съёмки
Основные съёмки начались в декорациях на территории киностудии «Мосфильм» в Москве и продлились со 2 июня по середину сентября 2017 года. В павильонах студии стены были покрыты синими экранами, на которых затем с помощью компьютерных технологий создали весь мир фильма. В одном кадре с живыми актёрами присутствуют виртуальные герои, нарисованные с нуля или с помощью цифровой технологии захвата движения актёрской игры.
В павильоне № 1 «Мосфильма» на площади более 3500 квадратных метров были построены декорации, превращённые в улицы и интерьеры из постапокалиптической Москвы, с тысячами единиц реквизитов, созданные художниками специально для фильма. В съёмках принимало участие до 500 актёров массовых сцен, и для каждого сшили уникальные костюмы. В студии художникам по костюмам было доставлено 1,5 тонны товаров лёгкой летней одежды из Индии.
При работе с изображениями использовалось сложное протезирование: создание одного из персонажей, Валаи, — костюма из силиконовых подушечек покрывающее все её тело, занимало у художников по гриму семь часов макияжа.

### Музыка
Музыка для этой новой русской фантастики была написана иностранным композитором Тони Нейманом.

### Послепроизводственный этап
Постпродакшен был заказан студии визуальных эффектов Main Road Post. Одна из самых больших проблем проекта — невероятное количество цифровых персонажей (более 50), как полностью виртуальных, так и воссозданных с использованием технологии цифрового захвата движений актёров. Для этой работы стены павильонов «Мосфильма» покрыли синим цветом, на котором будет отрисован фон. В первом случае актёр на площадке взаимодействует с размерной игрушкой, во втором — с актёром в синем костюме с инерциальными датчиками. Благодаря технологии дополненной реальности режиссёр может сразу увидеть на своём мониторе полноценное изображение, то есть вместо синего человека — инопланетянина.
«Для того, чтобы реализовать наши грандиозные планы, мы собрали, пожалуй, лучшую команду художников, каскадеров и специалистов по компьютерной графике. Над спецэффектами работает студия Main Road Post, отвечавшая ранее за создание мира в «Притяжении» Фёдора Бондарчука, а также графику к фильмам «Дуэлянт», «Сталинград» и «Август. Восьмого». К проекту также присоединились аниматоры, работавшие на таких проектах, как «Черепашки-ниндзя», «Новый Человек-паук», «Ледниковый период», «Робот по имени Чаппи», «Стражи Галактики», — делится планами Джаник Файзиев. — Наша цель — создать мощный аттракцион, в который зритель погрузится с головой и захочет стать частью этого яркого мира».
Работу по созданию уникального мира картины дополняют специалисты по визуальным эффектам из студии визуальных эффектов Main Road Post.
Main Road Post была выбрана для формирования мира кинофильма благодаря опыту работы в таких фильмах, как «Притяжение», «Сталинград», «Дуэлянт», «Август. Восьмого» и других фильмов.

### Релиз
Фильм известен тем, что первая премьера ранее была запланирована на 24 января 2019 года, но была отложена, поскольку с этой датой у творческой группы возникли определённые трудности.
Фильм планировалось выпустить в российский прокат 17 октября 2019 года, сообщает кинокомпания CTB Film. Первый тизер фильма был показан 30 сентября 2017 года в рамках фестиваля «Comic-Con Russia», когда режиссёр представил фильм зрителям. Первый полный трейлер был представлен 16 января 2018 года, но в сентябре 2018 года стало известно, что дата показа перенесена на 17 октября 2019 года, как и предполагалось ранее. Фэнтези «Вратарь Галактики» пришлось перенести на 27 августа 2020 года из-за того, что на давно запланированную дату его премьеры (17 октября) внезапно встала «Малефисента: Владычица тьмы».
Прокатчики решили не рисковать, сталкивая в один осенний день два перспективных проекта.
Премьерный показ фильма «Вратарь Галактики», состоявшийся 25 августа 2020 года в кинотеатре «Октябрь» в Москве, который вышел на большой экран в ближайшие выходные, — это был первый крупный российский фильм, вышедший после карантина, и он был запланирован к выходу в Российской Федерации дистрибьютором «Наше кино» в формате RealD 3D 27 августа 2020 года.
В июне 2020 года стало известно, что американская премьера фильма состоится в январе 2021 года — под названием Cosmoball. Об этом сообщает Screen Daily.

## Маркетинг
Первый тизер фильма был показан 30 сентября 2017 года на фестивале «ИгроМир / Comic-Con Russia», когда режиссёр представил фильм зрителям.
16 января 2018 года вышел первый официальный тизер.
Первоначальная дата релиза — январь 2019 — не была соблюдена. Затем премьера была назначена на 17 октября 2019 — и тоже сорвана.

## Критика
Фильм получил в основном низкие и средние оценки российских критиков, которые отметили слабую сюжетную линию и невыразительные диалоги персонажей. Николай Корнацкий из «Искусство кино» писал, что «с визуальной частью всё тоже не космически. Сама графика — небывалая для нашего кино — ничем не уступает ни „Валериану“ (2017), ни „Стражам галактики“ (2014). Но весь этот огромный, громкий и густонаселенный мир слишком уж часто вызывает чувство дежавю».
Антон Долин отметил, что фильму не хватает «внятно придуманного мира, законы и предысторию которого авторы начинают объяснять зрителям с первых секунд, но те продолжают плавать до самого конца. Интересного сюжета, поскольку три истории — о докторе Франкенштейне и порожденном им монстре, о наивном мальчике, который со временем вырастет в мессию, и о спортивном состязании — плохо вяжутся друг с другом».
Блогер Евгений Баженов, известный как BadComedian, раскритиковал картину за отсутствие логики в сюжете и пассивного главного героя, не принимающего самостоятельных решений. Также обратил внимание на то, что многие образы в фильме позаимствованы из популярных голливудских фильмов и видеоигр — в том числе, из Стражи галактики и Mass Effect. Изначально сценарий Джаника Файзиева занял первое место на конкурсе Министерства культуры РФ, посвящённом фильмам о легендарном вратаре Льве Яшине. Под эту идею и были выделены изначально деньги, но в финальной версии от неё осталось только слово «вратарь» в названии (при этом в самом фильме в игре в космический футбол никаких вратарей нет).